# MAVTV 500 2013
Das MAVTV 500 2013 fand am 19. Oktober auf dem Auto Club Speedway in Fontana, Kalifornien, Vereinigte Staaten statt und war das 19. und letzte Rennen der IndyCar Series 2013.

## Berichte

### Hintergrund
Nach dem Shell and Pennzoil Grand Prix of Houston führte Scott Dixon in der Fahrerwertung mit 25 Punkten auf Hélio Castroneves und 55 Punkten auf Simon Pagenaud, der keine Chancen mehr auf den Gesamtsieg hatte.
Im Starterfeld gab es fünf Veränderungen. Dario Franchitti fiel nach seinem schweren Unfall im vorherigen Rennen mit einem gebrochenen Knöchel und zwei Wirbelfrakturen aus. Target Chip Ganassi Racing ersetzte ihn durch Alex Tagliani, der zuletzt beim Honda Indy Toronto für Bryan Herta Autosport im Einsatz war. E. J. Viso fiel ebenfalls aus gesundheitlichen Gründen aus, da er an Grippe erkrankt war. Sein Andretti-Cockpit übernahm Carlos Muñoz, der ebenfalls zuletzt in Toronto zum Einsatz gekommen war. Damals als Verletzungsvertretung bei Panther Racing. Darüber hinaus nahm Muñoz an diesem Wochenende am Lefty's Kids Club 100, dem Indy-Lights-Rennen in Fontana teil. Dieses entschied er für sich. Darüber hinaus gab es zwei planmäßige Wechsel. Pippa Mann übernahm das Cockpit von Dale Coyne Racing von Mike Conway. Dieses Fahrzeug fuhr sie zuletzt beim Pocono IndyCar 400. J. R. Hildebrand löste Luca Filippi bei Bryan Herta Autosport ab. Es war sein zweiter Saisoneinsatz für den Rennstall nach dem GoPro Grand Prix of Sonoma. Penske setzte wieder ein drittes Fahrzeug ein. Wie zuletzt beim Chevrolet Indy Dual in Detroit war A. J. Allmendinger der Pilot dieses Fahrzeugs. Es handelte sich um eine einmalige Rückkehr von Allmendinger, da das dritte Penske-Fahrzeug, das ab diesem Rennen wieder durchgängig eingesetzt wird, in der nächsten Saison von Juan Pablo Montoya pilotiert werden wird.
Zusammen mit dem Indianapolis 500 und dem Pocono IndyCar 400 bildete das MAVTV 500 die Triple Crown. Hätten Tony Kanaan oder Dixon das Rennen gewonnen, so hätte der Sieger einen Bonus in Höhe von 250.000 US-Dollar erhalten.
Mit Ed Carpenter (einmal) trat ein ehemaliger Sieger zu diesem Rennen an.

### Training
Im Training fuhr Will Power die schnellste Runde vor Kanaan und James Hinchcliffe. Die ersten drei Fahrer setzten ihre Bestzeit am Anfang des Trainings. Powers Penske-Teamkollegen Allmendinger und Castroneves belegten den vierten und fünften Platz, sodass das Team Penske alle Fahrzeuge in den Top 5 hatte. Der Meisterschaftsführende Dixon lag einen Platz hinter Castroneves, seinem Titelkontrahenten.
Das Training wurde zweimal unterbrochen. Zunächst verlor Mann das Heck ihres Fahrzeugs in der vierten Kurve. Takuma Satō hatte später an selber Stelle ebenfalls einen Unfall. Sein Fahrzeug wurde dabei stark beschädigt. Mann und Satō blieben unverletzt.

### Qualifying
Das Qualifying fand im Einzelzeitfahren über zwei Runden statt. Power erzielte die schnellste Runde vor seinen Teamkollegen Castroneves und Allmendinger. Dixon wurde Siebter. Obwohl Castroneves vor Power an der Reihe war, entschied sich Penske Power freie Fahrt zu gewähren. Da Dixon nach den beiden auf die Strecke gehen sollte, wollte Penske verhindern, dass Dixon den Bonuspunkt für die Pole-Position erhielt. Es war Powers 32. IndyCar-Pole-Position. Damit zog er mit Michael Andretti gleich und belegte zusammen mit ihm den siebten Platz in der ewigen Bestenliste.
Mann und Satō nahmen nach den Unfällen im Training nicht am Qualifying teil, da ihre Fahrzeuge nicht rechtzeitig repariert werden konnten. Justin Wilson setzte keine Zeit, da er bei seinem Versuch stehen geblieben war. Acht Fahrer, darunter Castroneves und Dixon, wurden aufgrund vorzeitiger Motorenwechsel um zehn Positionen nach hinten versetzt.

### Abschlusstraining
Im Abschlusstraining, das am Freitagabend unter Flutlicht stattfand, erzielte Marco Andretti die Bestzeit vor Castroneves und Carpenter. Dixon wurde Sechster. Am Abschlusstraining nahmen alle Fahrer teil.

### Rennen
Der Rennstart wurde um 10 Minuten nach hinten verschoben, da die Sonne die Fahrer kurz vor ihrem Untergang am Eingang der dritten Kurve geblendet hätte. Das Rennen fand am Samstagabend statt.
Nachdem Power die Führung beim Start behalten hatte, ging Sébastien Bourdais in der zwölften Runde in Führung. Castroneves und Ryan Hunter-Reay kamen gut ins Rennen und gelangen schon bald in die Führungsrunde, während Dixon im Mittelfeld fuhr. Die ersten Boxenstopps fanden unter grünen Flaggen statt, sodass es mehrere Führungswechsel gab. Hunter-Reay übernahm schließlich die Führung für über 40 Runden.
In der 71. Runde kam es zur ersten Gelbphase, da Sebastian Saavedra und Mann in der dritten Kurve einen Unfall hatten. Saavedra hatte die Kontrolle über sein Fahrzeug verloren und Mann verunfallte beim Ausweichmanöver. Die Fahrer nutzten die Gelbphase zu Boxenstopps und Dixon verbesserte sich dabei auf den sechsten Platz. Allerdings wurde er durch einen schlechten Restart von Power, der vor ihm fuhr, eingebremst und er fiel erneut ins Mittelfeld zurück. Während sich Bourdais und Castroneves an der Spitze duellierten, verlor Muñoz, der auf den dritten Platz vorgefahren war, die Kontrolle über sein Fahrzeug und schlug in der zweiten Kurve in die Mauer ein.
Wenige Runden nach dem Restart kam es in der 111. Runde zu einem schweren Unfall in der zweiten Kurve. Wilson verlor die Kontrolle über sein Fahrzeug und wurde von Tristan Vautier seitlich getroffen. Bei Ausweichmanövern kollidierten Josef Newgarden und Oriol Servià. James Jakes und Simona de Silvestro beschädigten ihr Auto. Einzig de Silvestro war in der Lage, das Rennen wieder aufzunehmen. Wilsons Fahrerzelle brach bei dem Aufprall zweimal an der Seite. Wilson zog sich bei dem Unfall drei Beckenbrüche und eine Lungenquetschung zu. Die Frakturen mussten nicht operiert werden. In Anbetracht der Tatsache, dass sein Chassis bei dem Unfall gebrochen war, waren dies jedoch verhältnismäßig glimpfliche Verletzungen. Alle anderen Beteiligten blieben unverletzt.
Nach dem Restart fiel Castroneves mit Balance-Problemen zurück. Die Ganassi legten in dieser Phase zu. Dixon ging an Castroneves vorbei und Tagliani übernahm kurzzeitig die Führung. Die meisten Führungsrunden in dieser Rennphase absolvierte jedoch Power. Castroneves änderte sein Setup bei den folgenden Boxenstopps unter grüner Flagge. Power führte indes vor Dixon, Tagliani, Castroneves und Hunter-Reay. Während die nächsten Stopps unter grüner Flagge stattfanden, kam es zur nächsten Gelbphase. Carpenter verlangsamte vor seinem Stopp zu stark. Dadurch verlor Allmendinger die Kontrolle über sein Fahrzeug und schlug in die vierte Kurve ein. In der Zwischenzeit war Satō mit technischen Problemen ausgefallen.
Nach dem Restart führte Power vor Dixon, Charlie Kimball, Castroneves und Tagliani. Tagliani drehte sich jedoch 41 Runden vor Schluss in der zweiten Kurve und löste eine Gelbphase aus. Er fiel bei dem Unfall aus. Kurz zuvor hatte Graham Rahal mit Motorenproblemen aufgegeben.
In der Gelbphase unterlief Penske ein folgenschwerer Fehler. Das Team übersah, dass die Boxengasse geschlossen war, und holte Castroneves an die Box. Dafür wurde er mit einer Durchfahrtsstrafe belegt, die ihn auf den neunten Platz zurückwarf. Beim Restart fuhr Castroneves auf den ersten Platz vor. Dabei beschädigte er sich im Duell mit Kimball seinen Frontflügel und musste erneut an die Box. Dabei fiel er aus der Führungsrunde.
Während Pagenaud mit technischen Problemen aufgegeben hatte, hatte Bourdais in der dritten Kurve einen Unfall, der eine Gelbphase auslöste. Kurz zuvor begann Dixons Motor zu überhitzen. Während der Gelbphase fuhr Dixon mehrfach an die Box und verlor keine Runde. Kurz nach dem Restart gab es wieder eine Gelbphase, da Hildebrand und Kimball Motorschäden erlitten hatten. Kurz vor Ende gab auch Hunter-Reay auf.
Power gewann das Rennen schließlich vor Carpenter, Kanaan, Hinchcliffe und Dixon. Diese fünf Piloten waren die einzigen, die in der Führungsrunde lagen. Castroneves wurde Sechster vor Andretti und de Silvestro. Die schon ausgeschiedenen Hunter-Reay und Kimball komplettierten die Top 10. Es gab insgesamt 28 Führungswechsel.

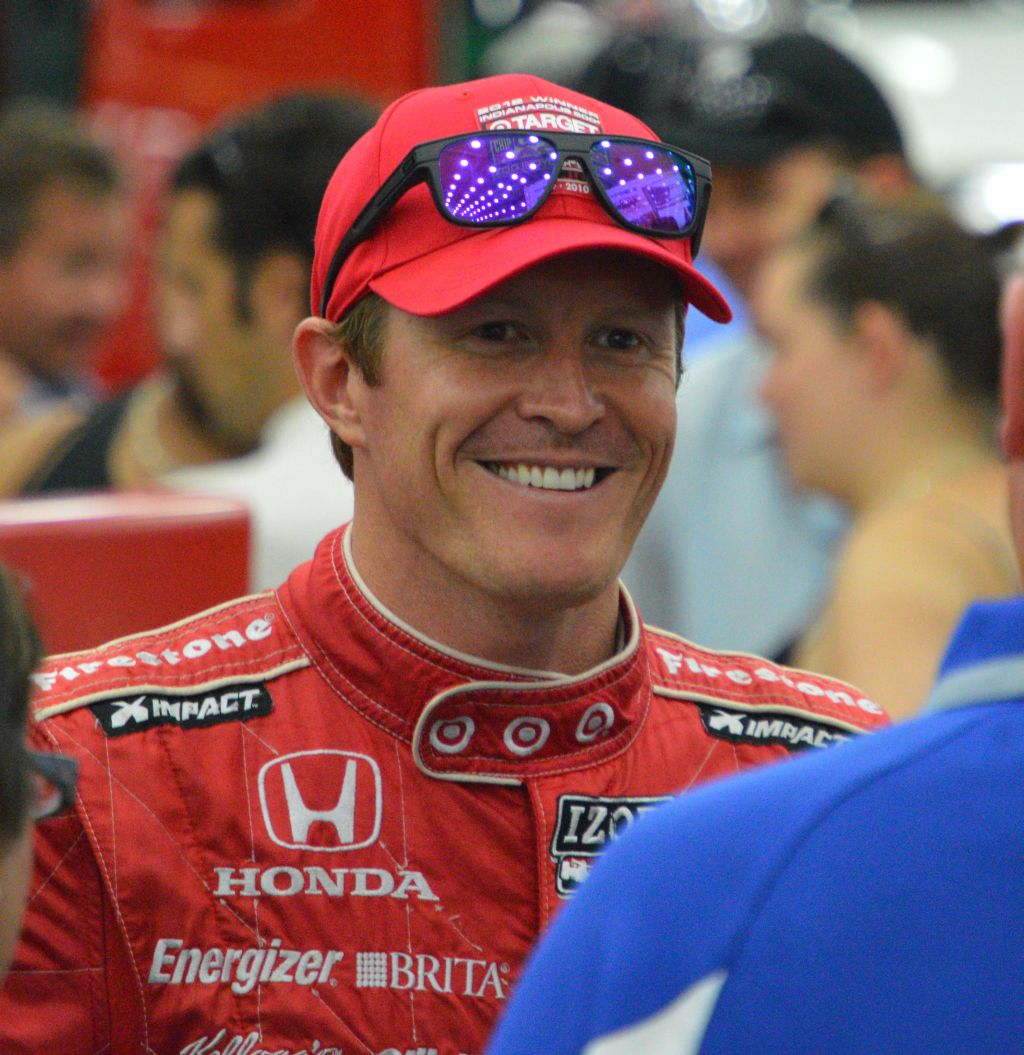
Scott Dixon wurde zum dritten Mal IndyCar-Champion

Power, der erst zum zweiten Mal auf einem Ovalkurs gewann, bezeichnete den Sieg als zufriedenstellendsten seiner ganzen Karriere. Nachdem Power in den letzten drei Jahren immer als Gesamtführender in das letzte Saisonrennen gegangen war und den Titel jeweils bei diesen Rennen verloren hatte, gewann er somit ausgerechnet in dem Jahr das letzte Rennen, in dem er keine Titelchancen mehr hatte.
Dixon entschied somit die Meisterschaft vor Castroneves und Pagenaud für sich. Es war sein dritter Titelgewinn nach 2003 und 2008. Er gewann alle Titel für Target Chip Ganassi Racing. Castroneves verpasste damit abermals den Titelgewinn. In seiner 16. IndyCar-Saison wurde er zum dritten Mal Gesamtzweiter.
Mit neun zu acht Siegen ging die Herstellerwertung an Chevrolet.

## Meldeliste
Alle Teams und Fahrer verwendeten das Chassis Dallara DW12 mit einem Aero-Kit von Dallara und Reifen von Firestone.
| Team                                   | Nr. | Fahrer              | Motor     |
| -------------------------------------- | --- | ------------------- | --------- |
| Andretti Autosport                     | 01  | Ryan Hunter-Reay    | Chevrolet |
| Andretti Autosport                     | 25  | Marco Andretti      | Chevrolet |
| Andretti Autosport                     | 27  | James Hinchcliffe   | Chevrolet |
| Team Penske                            | 02  | A. J. Allmendinger  | Chevrolet |
| Team Penske                            | 03  | Hélio Castroneves   | Chevrolet |
| Team Penske                            | 12  | Will Power          | Chevrolet |
| Panther Racing                         | 04  | Oriol Servià        | Chevrolet |
| Team Venezuela/Andretti Autosport/HVM  | 05  | Carlos Muñoz        | Chevrolet |
| Dragon Racing                          | 06  | Sebastian Saavedra  | Chevrolet |
| Dragon Racing                          | 07  | Sébastien Bourdais  | Chevrolet |
| Target Chip Ganassi Racing             | 09  | Scott Dixon         | Honda     |
| Target Chip Ganassi Racing             | 10  | Alex Tagliani       | Honda     |
| KV Racing Technology                   | 11  | Tony Kanaan         | Chevrolet |
| KV Racing Technology                   | 78  | Simona de Silvestro | Chevrolet |
| A. J. Foyt Enterprises                 | 14  | Takuma Satō         | Honda     |
| Rahal Letterman Lanigan Racing         | 15  | Graham Rahal        | Honda     |
| Rahal Letterman Lanigan Racing         | 16  | James Jakes         | Honda     |
| Dale Coyne Racing                      | 18  | Pippa Mann          | Honda     |
| Dale Coyne Racing                      | 19  | Justin Wilson       | Honda     |
| Ed Carpenter Racing                    | 20  | Ed Carpenter        | Chevrolet |
| Schmidt Peterson Motorsports           | 55  | Tristan Vautier     | Honda     |
| Sarah Fisher Hartman Racing            | 67  | Josef Newgarden     | Honda     |
| Schmidt Hamilton Motorsports           | 77  | Simon Pagenaud      | Honda     |
| Novo Nordisk Chip Ganassi Racing       | 83  | Charlie Kimball     | Honda     |
| Bryan Herta Autosport w/Curb-Agajanian | 98  | J. R. Hildebrand    | Honda     |

Quelle: 

## Klassifikationen

### Qualifying
| Pos. | Fahrer              | Team                                   | Fahrzeug          | Zeit       | Ø-Geschwindigkeit in mph | Start |
| ---- | ------------------- | -------------------------------------- | ----------------- | ---------- | ------------------------ | ----- |
| 01   | Will Power          | Team Penske                            | Dallara-Chevrolet | 1:05,2247  | 220,775                  | 01    |
| 02   | Hélio Castroneves   | Team Penske                            | Dallara-Chevrolet | 1:05,5508  | 219,677                  | 12    |
| 03   | A. J. Allmendinger  | Team Penske                            | Dallara-Chevrolet | 1:05,7854  | 218,894                  | 02    |
| 04   | Sébastien Bourdais  | Dragon Racing                          | Dallara-Chevrolet | 1:05,9000  | 218,513                  | 03    |
| 05   | Charlie Kimball     | Novo Nordisk Chip Ganassi Racing       | Dallara-Honda     | 1:06,0592  | 217,986                  | 04    |
| 06   | James Jakes         | Rahal Letterman Lanigan Racing         | Dallara-Honda     | 1:06,0613  | 217,979                  | 05    |
| 07   | Scott Dixon         | Target Chip Ganassi Racing             | Dallara-Honda     | 1:06,0613  | 217,979                  | 17    |
| 08   | Marco Andretti      | Andretti Autosport                     | Dallara-Chevrolet | 1:06,0678  | 217,958                  | 06    |
| 09   | Ed Carpenter        | Ed Carpenter Racing                    | Dallara-Chevrolet | 1:06,0758  | 217,932                  | 07    |
| 10   | Josef Newgarden     | Sarah Fisher Hartman Racing            | Dallara-Honda     | 1:06,0942  | 217,871                  | 20    |
| 11   | James Hinchcliffe   | Andretti Autosport                     | Dallara-Chevrolet | 1:06,1164  | 217,798                  | 08    |
| 12   | Tony Kanaan         | KV Racing Technology                   | Dallara-Chevrolet | 1:06,1867  | 217,566                  | 09    |
| 13   | Alex Tagliani       | Target Chip Ganassi Racing             | Dallara-Honda     | 1:06,2316  | 217,419                  | 21    |
| 14   | Carlos Muñoz        | Team Venezuela/Andretti Autosport/HVM  | Dallara-Chevrolet | 1:06,3441  | 217,050                  | 10    |
| 15   | Ryan Hunter-Reay    | Andretti Autosport                     | Dallara-Chevrolet | 1:06,3908  | 216,898                  | 11    |
| 16   | Simon Pagenaud      | Schmidt Hamilton Motorsports           | Dallara-Honda     | 1:06,5290  | 216,447                  | 13    |
| 17   | Oriol Servià        | Panther Racing                         | Dallara-Chevrolet | 1:06,6010  | 216,213                  | 14    |
| 18   | Graham Rahal        | Rahal Letterman Lanigan Racing         | Dallara-Honda     | 1:06,6341  | 216,106                  | 22    |
| 19   | J. R. Hildebrand    | Bryan Herta Autosport w/Curb-Agajanian | Dallara-Honda     | 1:06,6769  | 215,967                  | 15    |
| 20   | Tristan Vautier     | Schmidt Peterson Motorsports           | Dallara-Honda     | 1:06,9124  | 215,207                  | 23    |
| 21   | Simona de Silvestro | KV Racing Technology                   | Dallara-Chevrolet | 1:07,0768  | 214,679                  | 16    |
| 22   | Sebastian Saavedra  | Dragon Racing                          | Dallara-Chevrolet | 1:07,5226  | 213,262                  | 24    |
| 23   | Justin Wilson       | Dale Coyne Racing                      | Dallara-Honda     | keine Zeit | —                        | 18    |
| 24   | Pippa Mann          | Dale Coyne Racing                      | Dallara-Honda     | keine Zeit | —                        | 19    |
| 25   | Takuma Satō         | A. J. Foyt Enterprises                 | Dallara-Honda     | keine Zeit | —                        | 25    |

Anmerkungen
1. ↑  Hélio Castroneves wurde aufgrund eines vorzeitigen Motorenwechsels um 10 Positionen nach hinten versetzt.
2. ↑  Scott Dixon wurde aufgrund eines vorzeitigen Motorenwechsels um 10 Positionen nach hinten versetzt.
3. ↑  Josef Newgarden wurde aufgrund eines vorzeitigen Motorenwechsels um 10 Positionen nach hinten versetzt.
4. ↑  Alex Tagliani wurde aufgrund eines vorzeitigen Motorenwechsels um 10 Positionen nach hinten versetzt.
5. ↑  Graham Rahal wurde aufgrund eines vorzeitigen Motorenwechsels um 10 Positionen nach hinten versetzt.
6. ↑  Tristan Vautier wurde aufgrund eines vorzeitigen Motorenwechsels um 10 Positionen nach hinten versetzt.
7. ↑  Sebastian Saavedra wurde aufgrund eines vorzeitigen Motorenwechsels um 10 Positionen nach hinten versetzt.
8. ↑  Takuma Satō wurde aufgrund eines vorzeitigen Motorenwechsels um 10 Positionen nach hinten versetzt.

Quellen: 

### Rennen
| Pos. | Fahrer              | Team                                   | Fahrzeug          | Runden | Zeit         | Start | Führungsrunden |
| ---- | ------------------- | -------------------------------------- | ----------------- | ------ | ------------ | ----- | -------------- |
| 01   | Will Power          | Team Penske                            | Dallara-Chevrolet | 250    | 3:13:42,8699 | 01    | 103            |
| 02   | Ed Carpenter        | Ed Carpenter Racing                    | Dallara-Chevrolet | 250    | + 1,4883     | 07    | 001            |
| 03   | Tony Kanaan         | KV Racing Technology                   | Dallara-Chevrolet | 250    | + 1,8615     | 09    | 003            |
| 04   | James Hinchcliffe   | Andretti Autosport                     | Dallara-Chevrolet | 250    | + 3,0395     | 08    | 000            |
| 05   | Scott Dixon         | Target Chip Ganassi Racing             | Dallara-Honda     | 250    | + 15,8759    | 17    | 005            |
| 06   | Hélio Castroneves   | Team Penske                            | Dallara-Chevrolet | 249    | + 1 Runde    | 12    | 027            |
| 07   | Marco Andretti      | Andretti Autosport                     | Dallara-Chevrolet | 248    | + 2 Runden   | 06    | 003            |
| 08   | Simona de Silvestro | KV Racing Technology                   | Dallara-Chevrolet | 247    | + 3 Runden   | 16    | 000            |
| 09   | Ryan Hunter-Reay    | Andretti Autosport                     | Dallara-Chevrolet | 242    | DNF          | 11    | 045            |
| 10   | Charlie Kimball     | Novo Nordisk Chip Ganassi Racing       | Dallara-Honda     | 238    | DNF          | 04    | 022            |
| 11   | J. R. Hildebrand    | Bryan Herta Autosport w/Curb-Agajanian | Dallara-Honda     | 237    | DNF          | 15    | 000            |
| 12   | Sébastien Bourdais  | Dragon Racing                          | Dallara-Chevrolet | 229    | DNF          | 03    | 035            |
| 13   | Simon Pagenaud      | Schmidt Hamilton Motorsports           | Dallara-Honda     | 217    | DNF          | 13    | 000            |
| 14   | Alex Tagliani       | Target Chip Ganassi Racing             | Dallara-Honda     | 209    | DNF          | 21    | 005            |
| 15   | Graham Rahal        | Rahal Letterman Lanigan Racing         | Dallara-Honda     | 200    | DNF          | 22    | 000            |
| 16   | A. J. Allmendinger  | Team Penske                            | Dallara-Chevrolet | 188    | DNF          | 02    | 000            |
| 17   | Takuma Satō         | A. J. Foyt Enterprises                 | Dallara-Honda     | 144    | DNF          | 25    | 000            |
| 18   | Justin Wilson       | Dale Coyne Racing                      | Dallara-Honda     | 110    | DNF          | 18    | 000            |
| 19   | Oriol Servià        | Panther Racing                         | Dallara-Chevrolet | 110    | DNF          | 14    | 000            |
| 20   | Josef Newgarden     | Sarah Fisher Hartman Racing            | Dallara-Honda     | 110    | DNF          | 20    | 000            |
| 21   | Tristan Vautier     | Schmidt Peterson Motorsports           | Dallara-Honda     | 110    | DNF          | 23    | 000            |
| 22   | James Jakes         | Rahal Letterman Lanigan Racing         | Dallara-Honda     | 110    | DNF          | 05    | 001            |
| 23   | Carlos Muñoz        | Team Venezuela/Andretti Autosport/HVM  | Dallara-Chevrolet | 100    | DNF          | 10    | 000            |
| 24   | Sebastian Saavedra  | Dragon Racing                          | Dallara-Chevrolet | 069    | DNF          | 24    | 000            |
| 25   | Pippa Mann          | Dale Coyne Racing                      | Dallara-Honda     | 068    | DNF          | 19    | 000            |

Quellen: 

#### Führungsabschnitte
| Abschnitt | Runden | Fahrer             |
| --------- | ------ | ------------------ |
| 1         | 1–11   | Will Power         |
| 2         | 12–31  | Sébastien Bourdais |
| 3         | 32–34  | Ryan Hunter-Reay   |
| 4         | 35–38  | Will Power         |
| 5         | 39     | James Jakes        |
| 6         | 40–81  | Ryan Hunter-Reay   |
| 7         | 82     | Hélio Castroneves  |
| 8         | 83–84  | Marco Andretti     |
| 9         | 85–86  | Hélio Castroneves  |
| 10        | 87–89  | Tony Kanaan        |

| Abschnitt | Runden  | Fahrer             |
| --------- | ------- | ------------------ |
| 11        | 90–102  | Sébastien Bourdais |
| 12        | 103–126 | Hélio Castroneves  |
| 13        | 127–128 | Alex Tagliani      |
| 14        | 129     | Sébastien Bourdais |
| 15        | 130–131 | Alex Tagliani      |
| 16        | 132     | Marco Andretti     |
| 17        | 133     | Alex Tagliani      |
| 18        | 134–160 | Will Power         |
| 19        | 161–163 | Charlie Kimball    |
| 20        | 164–193 | Will Power         |

| Abschnitt | Runden  | Fahrer             |
| --------- | ------- | ------------------ |
| 21        | 194     | Ed Carpenter       |
| 22        | 195–198 | Scott Dixon        |
| 23        | 199–215 | Will Power         |
| 24        | 216     | Charlie Kimball    |
| 25        | 217     | Scott Dixon        |
| 26        | 218–227 | Charlie Kimball    |
| 27        | 228     | Sébastien Bourdais |
| 28        | 229–236 | Charlie Kimball    |
| 29        | 237–250 | Will Power         |

Quellen: 

#### Gelbphasen
| Nr. | Dauer   | Runden | Grund für Gelbphase |
| --- | ------- | ------ | --- |
| 1   | 71–80   | 10     | Kontakt: Sebastian Saavedra (#6) und Pippa Mann (#18) in Kurve 3                                                                                          |
| 2   | 101–107 | 7      | Kontakt: Carlos Muñoz (#5) in Kurve 2 |
| 3   | 111–125 | 15     | Kontakt: Oriol Servià (#4), James Jakes (#16), Justin Wilson (#19), Tristan Vautier (#55), Josef Newgarden (#67) und Simona de Silvestro (#78) in Kurve 2 |
| 4   | 190–197 | 8      | Kontakt: A. J. Allmendinger (#2) in Kurve 4 |
| 5   | 210–214 | 5      | Kontakt: Alex Tagliani (#10) in Kurve 2 |
| 6   | 230–235 | 6      | Kontakt: Sébastien Bourdais (#7) in Kurve 3 |
| 7   | 238–241 | 4      | Stillstand: J. R. Hildebrand (#98) in Kurve 1, Rauch bei Charlie Kimball (#83)                                                                            |

Quellen: 

## Punktestände nach dem Rennen

### Fahrerwertung
Die Punktevergabe wird hier erläutert.
| Pos. | Fahrer              | Punkte |
| ---- | ------------------- | ------ |
| 01.  | Scott Dixon         | 577    |
| 02.  | Hélio Castroneves   | 550    |
| 03.  | Simon Pagenaud      | 508    |
| 04.  | Will Power          | 498    |
| 05.  | Marco Andretti      | 484    |
| 06.  | Justin Wilson       | 472    |
| 07.  | Ryan Hunter-Reay    | 469    |
| 08.  | James Hinchcliffe   | 449    |
| 09.  | Charlie Kimball     | 427    |
| 10.  | Dario Franchitti    | 418    |
| 11.  | Tony Kanaan         | 397    |
| 12.  | Sébastien Bourdais  | 370    |
| 13.  | Simona de Silvestro | 362    |

| Pos. | Fahrer             | Punkte |
| ---- | ------------------ | ------ |
| 14.  | Josef Newgarden    | 348    |
| 15.  | E. J. Viso         | 340    |
| 16.  | Ed Carpenter       | 333    |
| 17.  | Takuma Satō        | 322    |
| 18.  | Graham Rahal       | 319    |
| 19.  | James Jakes        | 294    |
| 20.  | Tristan Vautier    | 266    |
| 21.  | Sebastian Saavedra | 236    |
| 22.  | Oriol Servià       | 233    |
| 23.  | Mike Conway        | 185    |
| 24.  | Alex Tagliani      | 180    |
| 25.  | J. R. Hildebrand   | 112    |
| 26.  | Ryan Briscoe       | 100    |

| Pos. | Fahrer             | Punkte |
| ---- | ------------------ | ------ |
| 27.  | A. J. Allmendinger | 79     |
| 28.  | Carlos Muñoz       | 74     |
| 29.  | Ana Beatriz        | 72     |
| 30.  | Luca Filippi       | 53     |
| 31.  | Pippa Mann         | 34     |
| 32.  | James Davison      | 27     |
| 33.  | Stefan Wilson      | 14     |
| 34.  | Conor Daly         | 11     |
| 35.  | Townsend Bell      | 10     |
| 36.  | Lucas Luhr         | 8      |
| 37.  | Katherine Legge    | 8      |
| 38.  | Buddy Lazier       | 8      |